# قائمة ولاة عهد الكويت
ولي عهد دولة الكويت هو ثاني منصب في دولة الكويت حيثُ يأتي مباشرة بعد الأمير هو من يخلف الأمير بعد وفاته أو شغور المنصب لأي سبب من الأسباب ، ولي عهد دولة الكويت حالياً هو الشيخ صباح خالد الحمد الصباح منذ 2 يونيو 2024.
حسب نص المادة الرابعة من الدستور فإن الكويت إمارة وراثية يحكمها أمير من ذرية الشيخ مبارك الصباح وهي تتبع نظام برلماني دستوري ملكي. ويجب على الأمير بعد توليته مسند الإمارة أن يزكي شخصا من ذرية الشيخ مبارك الكبير خلال سنة على الأكثر من توليه الحكم، ويعرض اسم المرشح الذي تنطبق عليه الشروط الدستورية على مجلس الأمة، ويجب أن يبايع مجلس الأمة بأغلبية الأعضاء الذين يتألف منهم المجلس الشخص المرشح لولاية العهد ولياً للعهد وذلك خلال جلسة خاصة.
وفقاً للمادة السابعة من قانون توارث الإمارة ينوب ولي العهد عن الأمير في ممارسة صلاحياته الدستورية في حال غيابه خارج الدولة ووفقاً لهذه المادة يجوز للأمير تفويض ولي العهد بممارسة صلاحياته الدستورية.
وإذا لم يحصل المرشح لولاية العهد على الأغلبية المطلوبة تعين على الأمير حسب نص المادة الرابعة من الدستور أن يقوم بتزكية ثلاثة على الأقل ممن تنطبق عليهم الشروط ويقوم مجلس الأمة بمبايعة أحدهم وليًا للعهد بأغلبية الأعضاء الذين يتألف منهم المجلس،. وإذا لم يحصل على موافقة أغلبية المجلس يقوم الأمير بترشيح ثلاثة أشخاص من ذرية مبارك الصباح فيبايع المجلس أحدهم ولياً للعهد. ويشترط بمن يكون وليًا للعهد أن يكون رشيد وعاقل ومسلم وابن شرعي لأبوين مسلمين وأن لا يقل عمره يوم مبايعته عن ثلاثين سنة ميلادية كاملة.

## قائمة ولاة عهد دولة الكويت
| #                                | الصورة                       | الاسم (ميلاد–الوفاة)                          | تفاصيل فترته                 | تفاصيل فترته                 | تفاصيل فترته                   |
| #                                | الصورة                       | الاسم (ميلاد–الوفاة)                          | فترة تولي المنصب             | فترة تولي المنصب             | فترة بقائه بالمنصب             |
| نائب حاكم الكويت (1921–1961)     | نائب حاكم الكويت (1921–1961) | نائب حاكم الكويت (1921–1961)                  | نائب حاكم الكويت (1921–1961) | نائب حاكم الكويت (1921–1961) | نائب حاكم الكويت (1921–1961)   |
| -------------------------------- | ---------------------------- | --------------------------------------------- | ---------------------------- | ---------------------------- | ------------------------------ |
| 1                                |                              | الشيخ عبدالله السالم الصباح (1895–1965)       | 22 فبراير 1921               | 29 يناير 1950                | 28 سنةً و11 شهرًا و7 أيامٍ        |
| 2                                |                              | الشيخ عبدالله المبارك الصباح (1914–1991)      | 29 يناير 1950                | 2 أبريل 1961                 | 11 سنةً وشهران و16 يومًا         |
| ولي عهد دولة الكويت (1962–حالياً) |                              |                                               |                              |                              |                                |
| 1                                |                              | الشيخ صباح السالم الصباح (1913–1977)          | 29 أكتوبر 1962               | 24 نوفمبر 1965               | 3 سنواتٍ و26 يومًا               |
| 2                                |                              | الشيخ جابر الأحمد الصباح (1926–2006)          | 31 مايو 1966                 | 31 ديسمبر 1977               | 11 سنةً و7 أشهرٍ                 |
| 3                                |                              | الشيخ سعد العبدالله السالم الصباح (1930–2008) | 18 فبراير 1978               | 15 يناير 2006                | 27 سنةً و10 أشهرٍ و28 يومًا       |
| 4                                |                              | الشيخ نواف الأحمد الصباح (1937–2023)          | 20 فبراير 2006               | 29 سبتمبر 2020               | 14 سنةً و7 أشهرٍ و9 أيامٍ         |
| 5                                |                              | الشيخ مشعل الأحمد الصباح (1940–)              | 8 أكتوبر 2020                | 16 ديسمبر 2023               | 3 سنواتٍ وشهران و8 أيامٍ         |
| 6                                |                              | الشيخ صباح خالد الحمد الصباح (1953–)          | 2 يونيو 2024                 | حتى الآن                     | سنةً واحدةً وشهرًا واحدًا و12 يومًا |